# کاریسا آپگار
کاریسا آپگار (انگلیسی: Kristina Apgar؛ زادهٔ ۱۰ ژوئن ۱۹۸۵) یک هنرپیشه اهل ایالات متحده آمریکا است.

## شغلی
در سالهای نوجوانی ، کریستینا یک بود,مدل (شخص),باویلهلمینا مادلز,آژانس مشتریان شامل می شوند,دلیا ، تمیز و واضح ،امریکن ایگل اوتفیترس,کوکا کولا,وابرکرومبی اند فچ